# كأس الملك السعودي 1958
كأس الملك السعودي 1957–58 أو كأس جلالة الملك 1377 هي النسخة الأولى من بطولة كأس خادم الحرمين الشريفين. فاز فريق الوحدة ببطولة الكأس، حيث لعب المباراة النهائية ضد فريق الاتحاد.
بدأت المسابقة على مستوى أندية المنطقة الغربية فقط، بحكم أسبقية هذه المنطقة في النمو الرياضي. لٌعبت البطولة على طريقة الدوري من مرحلتين، وكان يسمح وقتها بمشاركة أربعة لاعبين أجانب لكل فريق.
في المباراة النهائية تعادل الاتحاد مع نادي الوحدة بنتيجة التعادل بهدف لكل فريق، ووقتها سجل عبد المجيد كيال هدف التعادل قبل ثلاث دقائق من نهاية اللقاء الذي أقيم في يوم الجمعة 23 يناير 1958.

### النهائي الأول
| نهائي 23 يناير 1958 | الوحدة | 1–1     | الاتحاد        | جدة                 |
| (ت ع م+03:00)       | هدف    | [تقرير] | عبدالمجيد كيال | الملعب: ملعب الصبان |

### النهائي الثاني
| نهائي 2 فبراير 1958 | الوحدة                 | 4–0     | الاتحاد | جدة                                       |
| (ت ع م+03:00)       | حسني باز · جنجا · بشرى | [تقرير] |         | الملعب: ملعب الصبان الحكم: عبدالرحمن فوزي |